# Weißbrauenschnäpper
|  | Dieser Artikel wurde aufgrund von formalen oder inhaltlichen Mängeln in der Qualitätssicherung Biologie zur Verbesserung eingetragen. Dies geschieht, um die Qualität der Biologie-Artikel auf ein akzeptables Niveau zu bringen. Bitte hilf mit, diesen Artikel zu verbessern! Artikel, die nicht signifikant verbessert werden, können gegebenenfalls gelöscht werden. Lies dazu auch die näheren Informationen in den Mindestanforderungen an Biologie-Artikel. |

Der Weißbrauenschnäpper (Ficedula superciliaris) oder Brauenschnäpper ist ein asiatischer Singvogel aus der Familie der Fliegenschnäpper.

## Merkmale
Weißbrauenschnäpper erreichen eine Körperlänge von 12 cm. Das Männchen ist oberseits und an den Seiten von Hals und Brust tiefblau gefärbt, seine Unterseite ist weiß. Das Weibchen hat graubraune Flecken an der Seite der Brust, das Rotbraun an Bürzel und an den Oberschwanzdecken fehlt.
Die Unterart Ficedula superciliaris superciliaris (Jerdon, 1840) im Westhimalaya hat einen weißen Überaugenstreif und weiße äußere Schwanzfedern, bei der Unterart Ficedula superciliaris aestigma (Gray, JE & Gray, GR 1847) im Osthimalaya sind diese Merkmale nur schwach ausgeprägt. Ficedula superciliaris cleta (Koelz, 1954) in den Bergen von Südassam wird heute als Synonym zu F. s. aestigma betrachtet.

## Lebensweise
Der Vogel brütet am Fuße des Himalayas und überwintert im Süden Indiens. Er sucht im dichten Gehölz nach Insekten.